# 野村尚房
野村 尚房（のむら なおふさ）は江戸時代の歌人、国学者。備中鴨方藩郡奉行。備前国岡山在住。宣阿門下。湯浅常山の師。

## 経歴
生年は不明。備中鴨方藩士野村八右衛門の長男として生まれ、備前国岡山天神山の藩屋敷・郡会所に勤務した。自宅は旭川対岸にあった。
近所の酒折宮神官岡俊直社中の中心として月次歌会、歌書の会読等を行い、京都の宣阿に指導を受け、岡山藩儒松井河楽・和田省斎等と交流した。宣阿からは一枝軒の号を譲り受けた。「源氏物語は擬し難く、後世上手と謂はるる人なし。木下長嘯子の如き、其の門墻を窺へるに近きのみ。」として、長嘯子『挙白集』の文章を模範とした。
詳細な職歴は不明だが、宝永・正徳期を中心に江戸浅草鳥越藩邸に20度程赴任している。宝永の大火で藩邸が類焼した際、10町程遠くに避難するも、主君が居間に残した愛読書を惜しんだため、屋敷に取りに戻ったという。
享保7年（1722年）6月讒言のため郡奉行を辞職し、享保10年（1725年）2月隠居し、伯父小十郎家に引き取られ、縁家湯浅家の世話を受けた。間もなく出家した。
享保14年（1729年）1月17日死去し、岡山平井山に葬られた。死没時に従姉湯浅瑠璃が60歳だったため、享年はそれ未満と見られる。法名は市隠空源信士。墓は湯浅常山墓右隣にあったが、現存しない。

## 著書
- 『栄花物語事跡考勘』[17] - 赤染衛門『栄花物語』の成立や事実関係等についての考証[18]。『国文学註釈叢書』第11巻、『国文註釈全書』第7編収録。
- 『三玉挑事抄』[19] - 正徳5年（1715年）3月成立、享保8年（1723年）11月刊行[15]。三玉集（後柏原天皇『柏玉集』、三条西実隆『雪玉集』、下冷泉政為『碧玉集』の総称）の注釈[20]。同志社大学『同文學』に岩坪健等の注釈が連載。
- 『草のゆかり』 - 江戸から備前に帰宅した際の紀行[21]。
- 『折桂要略』 - 享保9年（1724年）8月成立。式部省の官員・学生・釈奠等について列記する[22]。
- 『柿本人麿伝証註』[23] - 林羅山「柿本人麻呂伝」[24]の注釈[21]。
- 『近来玄々鈔』 - 享保3年（1718年）序。寛永20年（1643年）1月以来の公宴和歌の抄出書[23]。
- 『歌書作者考』[25] - 『万葉集』以来の歌書の解題[23]。
- 『後柏原院御着到百首』[26] - 永正6年（1509年）9月9日から12月20日までの宮中着到百首。宝永2年（1705年）6月刊行[20]。
- 『一枝軒随筆』 - 和歌・歌学に関する随筆[27]。
- 『青葉集』 - 家集[28]。
- 『和藻温故集』 - 宝永年間成立。古今の雅文の抄出書[1]。

岡山大学池田家文庫「土肥秘函」に『俊頼無名抄』『源氏物語奥入』『和歌書様』『和歌会席作法』『和歌会作法』『［懐紙事］』『二十一代集大臣考』『餝抄』の尚房書写・土肥経平転写本がある。

## 和歌
- 「水かはん浅瀬やいづこ駒とむるひのくま川の五月雨の空」[5]
- 「ふりせずよかぞへあげては見し度もはたち計りの雪のふじのね」 - 江戸赴任時の歌。『伊勢物語』第9段を踏まえる[10]。
- 「最上川のぼりえぬ瀬を時の間にまたくだし行波の稲舟」 - 郡奉行辞職時の歌[10]。

## 親族
家祖野村越中は美濃国出身で、織田信長に仕えて六条合戦を戦った。2代越中は小田原合戦・朝鮮出兵を戦い、慶長7年（1602年）池田輝政に仕えた。子孫にフランス留学生野村小三郎尚赫がいる。
- 父：野村八右衛門 - 池田政言[2]附人、郡奉行[3]。
  - 伯父：善左衛門 - 本家4代。貞享2年（1685年）9月23日没[31]。
  - 伯父：小十郎尚高[32] - 本家5代。享保14年（1729年）閏9月9日没[31]。
  - 伯父：庄兵衛 - 池田丹州附人[3]。
  - 伯母：滝七左衛門陳良室[4]
    - 従姉：湯浅瑠璃[4]
      - 従姉の子：湯浅常山[33] - 幼少期、病気の祈祷や和歌の手引きを行った[34]。
- 弟：七三郎 - 愚鈍のため、生涯扶養した。享保13年（1728年）6月2日没[35]。

生涯娶らなかった。